# Nordic Content Protection
Nordic Content Protection, (före 2010 Scandinavian TV-organisations against piracy) är en organisation bildad av TV-industrin in Danmark, Sverige, Norge och Finland. Efter namnbytet använder de fortfarande förkortningen STOP.
STOP, är en skandinavisk samarbetsorganisation som arbetar för att förhindra bl.a. illegal streaming och olovlig tillgång till betal-TV branschens sändningar som distribueras via parabol, vanlig antenn, kabel eller IP-TV. Misstänkta brott polisanmäls med stöd av Lag 2000:171 om förbud beträffande viss avkodningsutrustning eller upphovsrättslagen, lag (1960:729) om upphovsrätt till litterära och konstnärliga verk.

## Svenska medlemsföretag
STOP samarbetar med flera distributörer och rättighetsinnehavare, bl.a. Canal Digital, RiksTV, Boxer, Com Hem, Viasat, Canal+, TV 2 Norge, TV 2 Danmark, TV Norge, Discovery Networks Nordic, Norska Idrottsförbundet och Olympiska och Paraolympiska kommittén, Svenska Hockeyligan och fotbollsförbunden i Sverige, Norge och Danmark samt Premier League.
Medlemmar i STOP 2007: Boxer TV-Access AB, C More Entertainment AB (Canal+), Canal Digital Sverige AB, ComHem AB, SAMI, STIM, Tele 2 Sverige AB, Telia Sonera Sverige AB, Turner, TV 4 AB, Viasat Satellite Services AB